# Betula chinensis
Betula chinensis ist ein großer Strauch aus der Gattung der Birken (Betula) mit dicht zottig behaarten, braunen oder gelbbraunen Zweigen und zumindest anfangs zottig behaarten Blättern. Das natürliche Verbreitungsgebiet der Art liegt in China, wo ihr Holz sehr geschätzt wird.

## Beschreibung
Betula chinensis ist ein bis zu 5 Meter hoher Strauch mit schwarzgrauer Borke. Die Zweige sind braun oder gelbbraun und dicht zottig behaart. Die Laubblätter haben einen 2 bis 20 Millimeter langen, dicht zottig behaarten Stiel. Die Blattspreite ist 1,5 bis 6 Zentimeter lang und 1 bis 5 Zentimeter breit, eiförmig, breit eiförmig oder eiförmig-elliptisch, mit spitzer oder stumpfer Spitze, abgerundeter oder breit keilförmiger Basis und einem unregelmäßig doppelt gesägten Blattrand. Es werden 8 oder 9 selten 10 Nervenpaare gebildet. Die Blattoberseite ist anfangs dicht zottig behaart, die Unterseite ist zottig behaart, manchmal mit punktförmigen Harzdrüsen besetzt und hat Achselbärte.
Die weiblichen Blütenstände sind rundlich und 1 bis 2 Zentimeter lang bei Durchmessern von 0,6 bis 1,5 Zentimetern. Der Blütenstandsstiel ist 1 bis 2 Millimeter lang. Die Tragblätter sind 5 bis 9 Millimeter lang, flaumhaarig und bewimpert und dreilappig. Die Lappen sind zurückgebogen, der mittlere Lappen ist lanzettlich, die seitlichen Lappen eiförmig und maximal halb so lang wie der Mittellappen. Als Früchte werden verkehrt-eiförmige oder eiförmige Nüsse mit sehr schmalen Flügeln gebildet. Betula chinensis blüht von Mai bis Juni, die Früchte reifen von Juli bis August.

## Vorkommen und Standortansprüche
Das natürliche Verbreitungsgebiet liegt auf der Koreanischen Halbinsel und in China im Osten von Gansu, in Hebei, Henan, Liaoning, in der Inneren Mongolei, in Shaanxi, Shandong und Shanxi. Dort wächst sie in Bergwäldern in Höhen von 700 bis 3000 Metern.

## Systematik
Betula chinensis ist eine Art aus der Gattung der Birken (Betula). Diese wird in der Familie der Birkengewächse (Betulaceae) der Unterfamilie der Birkengewächse im engeren Sinn (Betuloideae) zugeordnet. Die Art wurde 1879 von Karl Johann Maximowicz erstmals wissenschaftlich gültig beschrieben. Der Gattungsname Betula stammt aus dem Lateinischen und wurde schon von den Römern für die Birke verwendet. Das Artepitheton chinensis bezieht sich auf die Verbreitung in China.

## Verwendung
Das Holz von Betula chinensis ist eines der wertvollsten im Norden Chinas. Es ist sehr hart und dicht, fein strukturiert und wird zur Herstellung von Stößel und Wagenachsen verwendet.

## Nachweise